# کان (رود)
کان (به روسی: Кан) رودی با طول ۶۲۹ کیلومتر است که به رودخانه ینیسئی در سیبری، روسیه می ریزد.